# Balatan
Balatan (Bayan ng Balatan) är en kommun i Filippinerna. Kommunen ligger på ön Luzon, och tillhör provinsen Camarines Sur. Folkmängden uppgår till 30 922 invånare år 2015.

## Barangayer
Balatan är indelat i 17 barangayer.
| - Cabanbanan - Cabungan - Camangahan (Caorasan) - Cayogcog - Coguit - Duran - Laganac - Luluasan - Montenegro(dating Maguiron) - Pararao - Siramag (Pob.) - Pulang Daga - Sagrada Nacacale - San Francisco - Santiago Nacacale - Tapayas - Tomatarayo |